# Рогань
Рога́нь (колишня назва — Велика Рога́нь) — селище в Україні, адміністративний центр Роганської селищної громади Харківського району Харківської області.

## Географія

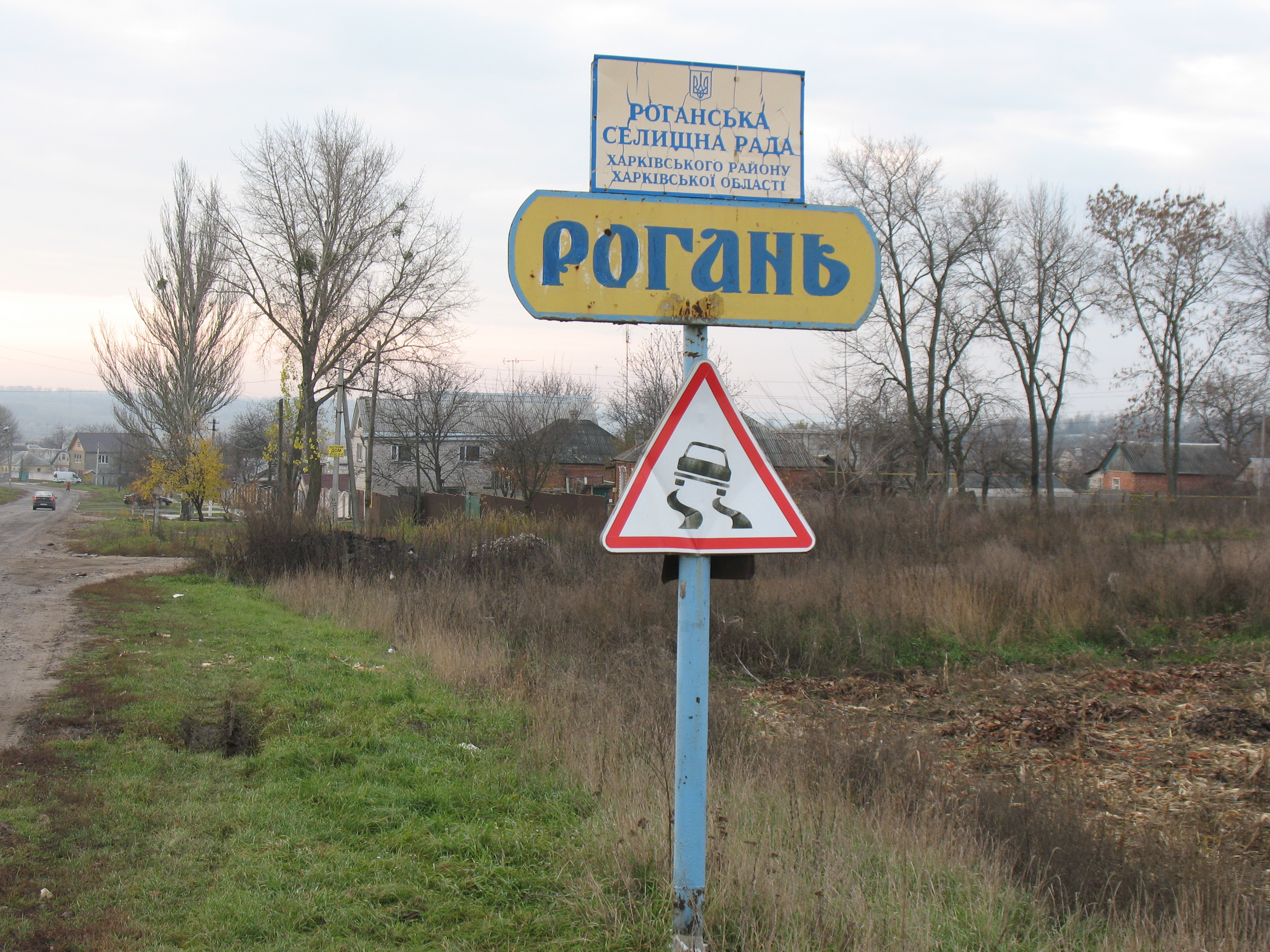
Дорожній вказівник на в'їзді в селище Рогань

Селище Рогань розташоване за 7 км від обласного центру, на березі річки Роганка, вище за течією на відстані 2 км розташоване село Мала Рогань, нижче за течією на відстані 2 км розташоване село Світанок. На території села в річку Рогаку впадає Летюків струмок. На відстані 2 км проходить адміністративна межа міста Харкова. Через село пролягає автошлях міжнародного значення М03E40.

## Історія

Рогань на мапі (1783)

Перша згадка датується 1736 роком. Поселення засноване на правому березі річки Роганка в місці її перетину Чугуївським трактом (там була переправа, згодом міст).
Населення села Рогань Харківського повіту (пізніше Велика Рогань), що належало у 1779 році генерал-порутчиці, княжні Кантемірші, згідно «Ведомости, исъ какихъ именно городовъ и уездовъ Харьковское наместничество составлено и сколько было въ нихъ душъ на 1779 годъ», було досить великим: 481 «власницьких підданих» душ (враховувалися лише чоловіки; жінок не рахували, так як вони не платили податків).
Під час Другої світової війни біля Рогані знаходилося найбільше в Харкові (серед п'яти) німецьке військове летовище.
У 1943 році Рогань набула статусу селища міського типу.
З 24 червня 2016 року, в ході децентралізації, селище є адміністративним центром Роганської селищної громади.
26 січня 2024 року в Україні набув чинності Закон № 3285-IX, який передбачає дерадянізацію адміністративно-територіального устрою України, тож селище міського типу Рогань набуло статусу селища.

## Населення
Чисельність населення:
| 1966  | 2001  | 2011  | 2020  |
| 7 600 | 5 000 | 3 830 | 3 381 |
| ----- | ----- | ----- | ----- |

### Мова
Розподіл населення за рідною мовою за даними перепису 2001 року:
| Мова            | Кількість | Відсоток |
| --------------- | --------- | -------- |
| українська      | 3586      | 71,07 %  |
| російська       | 1419      | 28,12 %  |
| вірменська      | 17        | 0,34 %   |
| білоруська      | 4         | 0,08 %   |
| інші/не вказали | 20        | 0,39 %   |
| Усього          | 5046      | 100 %    |

## Економіка
- Картонна фабрика.
- Дослідне господарство інституту тваринництва.
- Молочно-товарна ферма.
- Рибокоптильний завод Харківської райспоживспілки.
- ТОВ «СЕМТРАВ».

## Транспорт
Автобусне сполучення:
- Маршрут № 186т Харків — Рогань (через Агроуніверситет).
- Маршрут № 174 Харків — Рогань (від Роганської станції «Вагончик» до автостанції біля станції метро  «Індустріальна» через Дробицький Яр).
- Маршрут № 602 Харків — Тернова.

Залізничне сполучення:

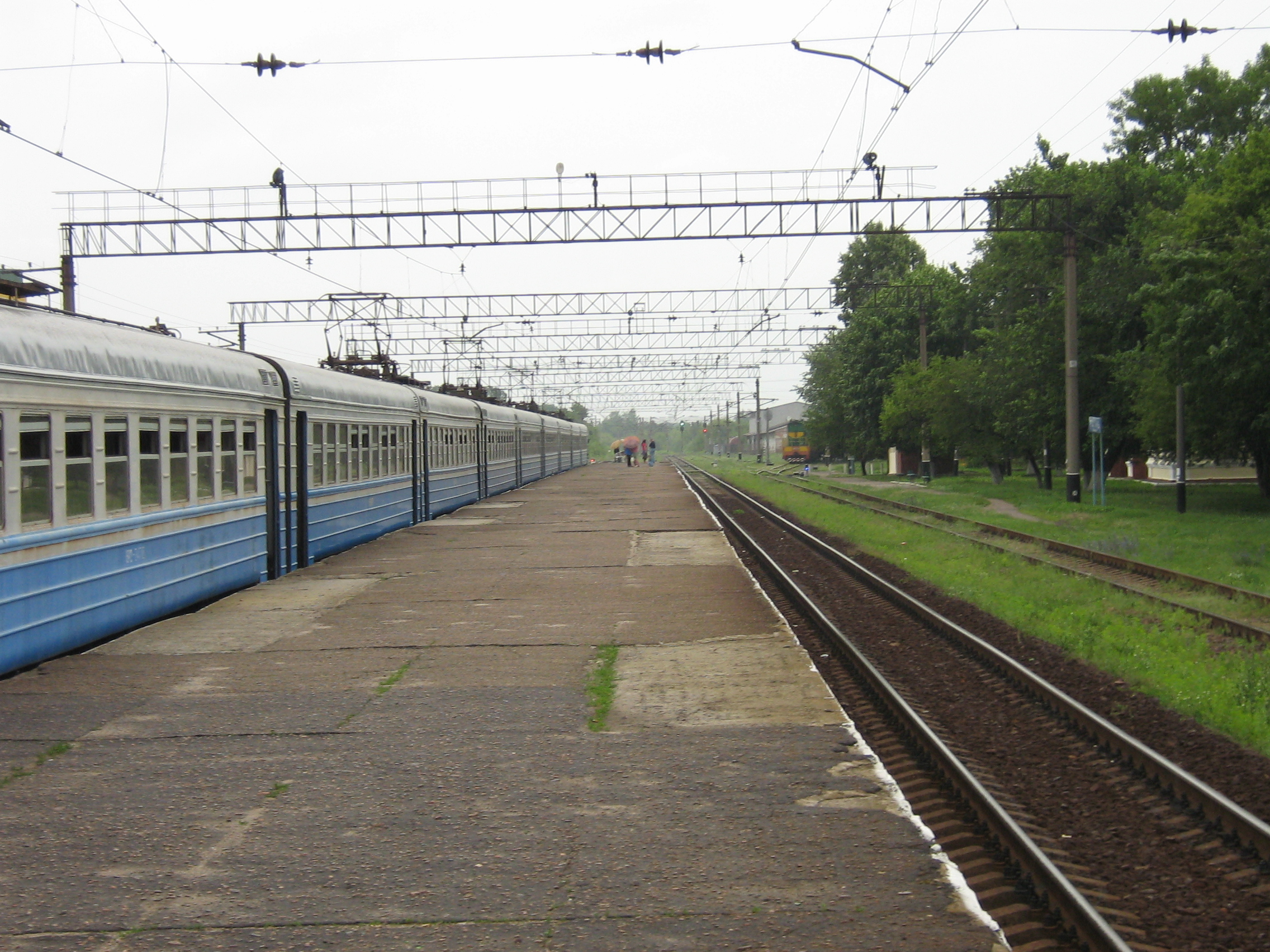
Залізнична станція Рогань

Через селище пролягає залізнична двоколійна електрифікована лінія Харків — Зелений Колодязь, на якій розташована однойменна станція Рогань, звідки курсують приміські електропоїзди у напрямку станцій Гракове, Занки та Лосєве.
Тролейбусне сполучення:
27 серпня 2021 року відкритий тролейбусний маршрут № 54, який прямує з Харкова (від вул. 12 Квітня) до станції Рогань. Маршрут обслуговують тролейбуси з можливістю автономного ходу.

## Особистості
- Драненко Григорій Опанасович (1886—1944) — український композитор.
- Кузьмін Дмитро Вікторович (1987—2014) — солдат Збройних сил України, учасник російсько-української війни, загинув під Іловайськом.
- Сергєєв Іван Павлович (1950) — професор кафедри історії стародавнього світу та середніх віків історичного факультету ХНУ імені В. Н. Каразіна, викладач[5] (до 2024 р.).

## Громада-партнер
- Нові Петрівці, Україна[6]